# Brotherhood (série télévisée)
Pour les articles homonymes, voir Brotherhood.
Brotherhood est une série télévisée américaine en 29 épisodes de 52 minutes créée par Blake Masters et diffusée entre le 9 juillet 2006 et le 21 décembre 2008 sur Showtime et en simultané sur The Movie Network/Movie Central au Canada.
En France, la série est diffusée depuis le 21 septembre 2007 sur 13ème rue, au Québec depuis le 29 juin 2016 sur Ztélé, et en Belgique sur La Deux.

## Synopsis
Cette série met en scène l'histoire de deux frères, dans la ville de Providence, que tout oppose : l'un est politicien tandis que l'autre est mafieux.

## Distribution
- Jason Isaacs (VF : Jérôme Keen) : Michael Caffee
- Jason Clarke (VF : Stéphane Ronchewski) : Tommy Caffee
- Annabeth Gish (VF : Claudine Grémy) : Eileen Caffee
- Kevin Chapman (VF : Emmanuel Gradi) : Freddi Cork
- Fiona C. Erickson : Mary Rose Caffee
- Fionnula Flanagan (VF : Marie-Martine) : Rose Caffee
- Ethan Embry (VF : Jean-Pierre Cherer) : Declan Giggs
- Stivi Paskoski (en) (VF : Nicolas Sempé) : Pete McGonagle (saison 1)
- Brían F. O'Byrne : Colin[4] (saisons 2 et 3)

### Acteurs récurrents et invités
- Tina Benko (VF : Isabelle Langlois) : Kath Parry (18 épisodes)
- Janel Moloney : Dana Chase[5] (saison 2, épisodes 3 à 6, 10)

## Production
Un pilote a été commandé en mai 2004 pour le projet sous le titre Southie, qui sera réalisé par Phillip Noyce. En juillet, Annabeth Gish et Jason Clarke décrochent des rôles principaux, suivis en août par Fionnula Flanagan et Jason Isaacs.
En novembre 2004, la série adopte son titre actuel. La série est commandée le 12 janvier 2005.

## Épisodes

### Première saison (2006)
1. Retrouvailles (Mark 8:36)
2. Que justice soit faite (Genesis 27:29)
3. Tractations (Matthew 13:57)
4. La Descente (Matthew 5:6)
5. Petites Combines entre amis (Matthew 12:25)
6. Fascination (Samyutta 11.10)
7. Mensonges (Genesis 27:39)
8. Petite Escapade (Job 31:5-6)
9. Tu ne tueras point (Ecclesiastes 7:2)
10. Pour solde de tout compte (Vivekchaudamani 5:1)
11. Donnant donnant (Matthew 22:10)

### Deuxième saison (2007)
Le 20 septembre 2007, la série est renouvelée pour une deuxième saison, diffusée du 30 septembre au 2 décembre 2007.
1. Le Bout du tunnel (One Too Many Mornings 3:4-8)
2. Le Cousin irlandais (Down in the Flood 3:5-6)
3. Mort en solitaire (The Lonesome Death of… 4:7-8)
4. Un an d'attente (Not Dark Yet 3:5-6)
5. Faux Semblants (Dear Landlord 1:3-4)
6. Bye bye Freddie (True Love Tends to Forget 1:1-4)
7. Coup bas (Only a Pawn… 1:7-8)
8. Association de ripoux (Shelter from the Storm 1:1-2)
9. Thanksgiving (Call Letter Blues 1:2-6)
10. La Vérité (Things Have Changed 1:7-8)

### Troisième saison (2008)
Le 22 janvier 2008, la série est renouvelée pour une troisième saison, diffusée du 2 novembre au 21 décembre 2008.
1. Il n'est point de repos pour une tête couronnée (Uneasy Lies the Head)
2. Ce qui commence mal, croît par le pire (Things Badly Begun)
3. Que Rome se noie dans le Tibre… (Let Rome Into Tiber Melt…)
4. Jamais le flux de l'amour n'a connu un cours paisible (The Course of True Love Never Did Run Smooth)
5. Je veux le voir de mes yeux… (Give Me the Ocular Proof…)
6. Les Douze Coups de minuit (The Chimes at Midnight)
7. Dans l'intervalle, tout n'est que fantasme… (All the Interim Is Like a Phantasma)
8. Jusqu'à ce que la forêt de Birnam vienne à Dunsinane (Birnam Wood Comes to Dunsinane)